# 怒江碘泡虫
怒江碘泡虫（学名：Myxobolus nukiangensis）为碘泡科碘泡虫属的动物。在中国，分布于云南等，营寄生生活，寄生在角鱼的鳃。